# Јанко Лангура
Јанко Лангура (Прибој, 25. априла 1994) српски је економиста, политичар и бивши фудбалски голман. Изабран је за народног посланика у сазиву Народне скупштине Републике Србије из 2020. године, као кандидат са листе За нашу децу.

## Фудбалска каријера
Лангура је у Металац из Горњег Милановца, стигао заједно са оцем Николом, који је постављен на место тренера голмана у тој екипи. Као голман јуниорског тима, Лангура је прикључен сениорском саставу током такмичарске 2011/12. у Суперлиги Србије. Одатле је, по окончању омладинског стажа, уступљен Рудару из Костолца, за сезону 2013/14. Након што је провео годину дана у тој екипи као бонус играч, Лангура је лета 2014. приступио тој екипи као слободан играч. Лангура је, као голман Рудара изабран за најбољег чувара мреже на зимском турниру почетком 2015, који традиционално организује Општина Чукарица. Клуб је лета исте године напустио и недуго затим приступио је екипи Мокре Горе. Нешто касније је прешао је у Лозницу. У савезном рангу такмичења дебитовао је на утакмици 12. кола Прве лиге Србије за сезону 2015/16, која је завршена без погодака, услед одсуства првог голмана, Далибора Дивца.
Други део сезоне провео је на позајмици у шабачкој Мачви, са којом је освојио прво место на табели Српске лиге Запад. Он је, потом, званично приступио клубу као слободан играч, те се ту задржао до краја календарске 2016. Почетком 2017. прешао је у врањски Динамо, где је до краја сезоне наступио на три сусрета. Гол Динама бранио је против Инђије, свог бившег клуба Мачве, односно Земуна. По одласку из Динама, прикључио се екипи Такова, док је у наставку сезоне 2017/18. бранио за Железничар из Лајковца. Лета 2018. вратио се у матични Металац, где је касније најчећше био трећи избор у конкуренцији чувара мреже, поред Милана Јеловца и Ивана Костића. Након такмичарске 2018/19. окончао је професионалну каријеру.

## Статистика

#### Клупска
Ажурирано 21. октобра 2020.
|                         |                      |                   |    |   |   |   |   |   |   |   |    |   |  |  |
| Металац Горњи Милановац | 2011/12.             | Суперлига Србије  | 0  | 0 | 0 | 0 | — | — | — | — | 0  | 0 |  |  |
| Металац Горњи Милановац | 2012/13.             | Прва лига Србије  | 0  | 0 | 0 | 0 | — | — | — | — | 0  | 0 |  |  |
|                         |                      |                   |    |   |   |   |   |   |   |   |    |   |  |  |
| Рудар Костолац          | 2013/14. (позајмица) | Српска лига Запад | 16 | 0 | — | — | — | — | — | — | 16 | 0 |  |  |
| Рудар Костолац          | 2014/15.             | Српска лига Запад | 12 | 0 | — | — | — | — | — | — | 12 | 0 |  |  |
| Рудар Костолац          | Укупно               | Укупно            | 28 | 0 | — | — | — | — | — | — | 28 | 0 |  |  |
|                         |                      |                   |    |   |   |   |   |   |   |   |    |   |  |  |
| Лозница                 | 2015/16.             | Прва лига Србије  | 1  | 0 | 0 | 0 | — | — | — | — | 1  | 0 |  |  |
|                         |                      |                   |    |   |   |   |   |   |   |   |    |   |  |  |
| Мачва Шабац             | 2015/16. (позајмица) | Српска лига Запад | 2  | 0 | — | — | — | — | — | — | 2  | 0 |  |  |
| Мачва Шабац             | 2016/17.             | Прва лига Србије  | 0  | 0 | — | — | — | — | — | — | 0  | 0 |  |  |
| Мачва Шабац             | Укупно               | Укупно            | 2  | 0 | — | — | — | — | — | — | 2  | 0 |  |  |
|                         |                      |                   |    |   |   |   |   |   |   |   |    |   |  |  |
| Динамо Врање            | 2016/17.             | Прва лига Србије  | 3  | 0 | — | — | — | — | — | — | 3  | 0 |  |  |
|                         |                      |                   |    |   |   |   |   |   |   |   |    |   |  |  |
| Таково                  | 2017/18.             | Зонe Морава       | 13 | 0 | — | — | — | — | — | — | 13 | 0 |  |  |
|                         |                      |                   |    |   |   |   |   |   |   |   |    |   |  |  |
| Железничар Лајковац     | 2017/18.             | Српска лига Запад | 10 | 0 | — | — | — | — | — | — | 10 | 0 |  |  |
|                         |                      |                   |    |   |   |   |   |   |   |   |    |   |  |  |
| Металац Горњи Милановац | 2018/19.             | Прва лига Србије  | 0  | 0 | 0 | 0 | — | — | — | — | 0  | 0 |  |  |
| Металац Горњи Милановац | Укупно               | Укупно            | 0  | 0 | 0 | 0 | — | — | — | — | 0  | 0 |  |  |
|                         |                      |                   |    |   |   |   |   |   |   |   |    |   |  |  |
| Каријера                | Каријера             | Каријера          | 57 | 0 | 0 | 0 | — | — | — | — | 57 | 0 |  |  |
|                         |                      |                   |    |   |   |   |   |   |   |   |    |   |  |  |

## Политика
По окончању фудбалске каријере, Лангура је у Горњем Милановцу деловао као активиста Српске напредне странке. Као 155. кандидат на листи За нашу децу, Лангура је 2020. године изабран за народног посланика у сазиву Народне скупштине Републике Србије. На том списку, уз његово име, наведено је да је по струци дипломирани економиста.

## Трофеји и награде
Мачва Шабац
- Српска лига Запад: 2015/16.[15]
- Прва лига Србије: 2016/17.[40]